# Мрзляк, Филип
Фи́лип Мрзляк (хорв. Filip Mrzljak; род. 16 апреля 1993, Загреб) — хорватский футболист, полузащитник.

## Биография
Филип родился в Хорватии. Начал карьеру в клубе «Динамо» (Загреб), после перешёл в клуб «Динамо» (Бухарест). В ноябре 2020 года подписал контракт с клубом РПЛ «Уфа» до конца сезона. Дебют в чемпионате России состоялся 23 ноября 2020 года в матче против «Химок» (1:2).
18 мая 2021 года продлил контракт с клубом до июня 2023 года.

## Достижения
«Локомотива»
- Серебряный призёр чемпионата Хорватии: 2012/13
- Финалист Кубка Хорватии: 2012/13

«Пандурий»
- Финалист Кубка румынской лиги: 2014/15

«Астра»
- Финалист Кубка Румынии: 2018/19